# Desvío Km 402
Desvío Km 402 es una estación de ferrocarril ubicada en el Departamento Saladas en la Provincia de Corrientes, República Argentina. 

## Servicios
Se encuentra precedida por la Estación San Roque y le sigue la Estación Saladas.